# Арл
Арл (на френски: Arles; на окситански: Arle) е град в Прованс, Южна Франция. Разположен е на река Рона, която в близост до града се заделя и образува делтата Камарг.

## История

### Римски времена
Арл е основан през 6 век пр. Хр. от гърците под името Телине. Завладян е от келтското племе салуви през 535 г. пр. Хр., които го преименуват на Арелате. Попада под римска власт през 123 пр. Хр. и се превръща в сравнително важен град, който през 104 пр. Хр. бива свързан със Средиземно море чрез изкуствен канал. Арелате се опитва да избяга от сянката, която големия град Масалия (Марсилия) хвърля върху него.
Градът достига своя връх през 4 и 5 век, когато там често се разполагат римските императори по време на военни походи.

### Средновековие
Инвазията в Прованс на мюсюлманските сарацини и франките, които завземат региона през 6 век, оказват отрицателно влияние върху Арл. През 855 градът става столица на франкското кралство Арл, което включва Бургундия и част от Прованс, но е често нападано от сарацините и викингите. През 888 граф Рудолф Оксерски основава кралство Bourgogne Transjurane (букв. „зад планината Юра“), което включва Западна Швейцария (до р. Ройс, Валоа, Женева, Шаблоа и Бюги). През 933 Хюго Арлски („Юго дьо Прованс“) предава кралството си на Рудолф II, който обединява двете кралства в новото кралство Арл. През 1033 крал Рудолф III завещава кралството на император Конрад II. Въпреки че наследниците му смятали себе си за крале на Арл, малцина били онези, които били коронясани в катедрала.
По-голямата част от кралството бива постепенно включена в територията на Франция. По време на тези неспокойни времена амфитеатърът се превръща в крепост с наблюдателници, издигнати на всеки един от четирите квадранти, а вътре в амфитеатъра е построен миниатюрен град, заобиколен от стени. Населението намалява значително в сравнение с римските времена, като голяма част от стария Арл се превръща в развалини.
През 12 век градът е важен в политическо и икономическо отношение като свещения римски император Фредерик Барбароса е коронясан в Арл през 1178. През 12 век Арл се превръща в свободен град, управляван от избиран чрез гласуване подестат (букв. сила, мощ, власт), който назначава консулите и другите магистрати. До Френската революция от 1789 г. статутът на града се запазва.
Арл се присъединява към Прованс през 1239, но е засенчен отново от Марсилия. През 1378 г. Свещеният римски император Карл IV присъединява остатъците от кралство Арл към френския дофин (по-късно френския крал Шарл VI). Така кралството престава да съществува дори на хартия.

### Съвременност
Арл дълго време остава важен икономически център като пристанище на р. Рона, но след прокарването на жп линия през 19 век речната търговия и животът замират.
Може би това е причината художникът Винсент ван Гог да се премести в Арл на 21 февруари 1888. Там той създава над 300 картини и рисунки. Много от най-известните му картини са завършени в Арл, включително Night Cafe, Yellow Room, Starry Night и L'Arlesienne. Пол Гоген посещава ван Гог в Арл. Здравето на ван Гог обаче се влошава и през декември 1888 отрязва част от лявото си ухо. Жителите на Арл подписват петиция през февруари 1889, в която настояват ван Гог да бъде затворен. През май 1889 той се мести в приюта в съседния Сен Реми дьо Прованс.

## Забележителности
От римско време са останали амфитеатърът и некропола Алискам. Заедно с други паметници те са записани в списъка на световното наследство през 1981 година като обекта Римски и романски паметници в Арл.
Църквата „Сен Трофим“, която преди е била катедрала, е важен представител на римската архитектура. Изображението на Страшния съд на главния вход е типичен представител на римското скулптурно изкуство, както и колоните на близкостоящия манастир.
В Арл се намира историческият музей „Мюзе д'Арл Антик“, където се пазят добри колекции от римски саркофази. Предвид влиянието, което града оказва върху Ван Гог, е изненадващо, че в Арл не е изложена нито една негова творба.

## Култура и забавление
Всяка година в града се провежда фотографски фестивал. В Арл се намира и френското национално училище по фотография. Там е и централата на голямата френска издателска къща „Actes Sud“.
Борбите с бикове се провеждат в римския амфитеатър, като съществува местен провансалски стил на бикоборство, при който бикът не се умъртвява, а по-скоро група атлетични бикоборци се опитват да откъснат част от рогата на бика, без обаче да бъдат наранени. На Великден в Арл има корида в испански стил (при която бикът бива убиван), а преди нея – енсиеро, при което хора бягат заедно с бикове по улиците.

## Спорт
Представителният футболен отбор на града се казва АК Арл-Авиньон. Той представя и съседния град Авиньон. От сезон 2010 – 2011 играе във френската Лига 1.

## Личности
- Жан Калман (1875 – 1997) – най-възрастният човек, чиято възраст е документирана – е родена, живяла и починала в Арл.
- Джибрил Сисе, футболист (р. 1981)
- Фредерик Мистрал, поет и нобелов лауреат (1830 – 1914)

## Побратимени градове
- Вервие, Белгия от 1967
- Верчели (на италиански: Vercelli), Италия от 1970
- Йорк (на английски: York), Пенсилвания, САЩ от 1954
- Калимнос (на гръцки: Κάλυμνος; на английски: Kalymnos), Гърция от 2004
- Кувелес (на испански: Cubelles), Испания
- Псков, Русия от 1976
- Сане (на френски: Sagné), Мавритания от 1986
- Уизбийч (на английски: Wisbech), Англия от 1964
- Херес де ла Фронтера, Испания от 1980
- Чжоучжуан (周庄), Китай от 2006
- Фулда (на немски: Fulda), Германия от 1964